# Pimelodus brevis
Pimelodus brevis är en fiskart som beskrevs av Marini, Nichols och La Monte, 1933. Pimelodus brevis ingår i släktet Pimelodus och familjen Pimelodidae. Inga underarter finns listade i Catalogue of Life.